# Погонич буроголовий
Погонич буроголовий (Aenigmatolimnas marginalis) — вид журавлеподібних птахів родини пастушкових (Rallidae). Мешкає в Африці на південь від Сахари. Це єдиний представник монотипового роду Буроголовий погонич (Aenigmatolimnas).

## Опис
Довжина птаха становить 18-22 см. Забарвлення переважно буре, спина і крила поцятковані тонкими білими смужками. Крила зеленуваті, живіт білий, гузка контрастно коричнева. У самців голова, шия і груди охристо-коричневі або рудувато-коричневі. у самиць сірі. Дзьоб темно-зелений, пальця на лапах дуже довгі. У молодих птахів спина і крила рівномірно бурі, скроні і груди рудувато-коричневі, горло, живіт і гузка білуваті.

## Поширення і екологія
Буроголові погоничі локально поширені від Кот-д'Івуару до Габону і Республіки Конго, а також від ДР Конго на схід до Кенії і Танзанії та на південь до Намібії і ПАР. Вони живуть на мілководних, сезонно пересихаючих озерах, на мулистих мілинах, на низькотравних луках, на дамбо (характерних мілководних болотах Замбії і Зімбабве),та на покинутих рисових полях. Уникають луків, порослих високою, густою травою, постійних боліт і водойм глибиною понад 20-30 см. Ведуть кочовий спосіб життя, переміщуючись між водоймами.
Буроголові погоничі живляться черв'яками, равликами, павуками, жуками, кониками, мухами, метеликами, личинками комах, пуголовками і дрібними рибками. Гніздяться під час сезону дощів, невеликими поліандричними зграями, територіальні самці та їх партнери гніздяться парами. Гніздо являє собою невисоку платформу з рослинності, розміщується серед трави на висоті 10-20 см над водою, іноді на воді.

## Збереження
МСОП класифікує цей вид як такий, що не потребує особливих заходів зі збереження. За оцінками дослідників, популяція буроголових погоничів становить від 1000 до 25000 птахів.